# Argyria antonialis
Argyria antonialis är en fjärilsart som beskrevs av William Schaus 1922. Argyria antonialis ingår i släktet Argyria och familjen Crambidae. Inga underarter finns listade i Catalogue of Life.